# Suillia laevigata
Suillia laevigata är en tvåvingeart som beskrevs av Gorodkov 1977. Suillia laevigata ingår i släktet Suillia och familjen myllflugor. Inga underarter finns listade i Catalogue of Life.